# Prix du livre allemand
 (juillet 2023).
La mise en forme du texte ne suit pas les recommandations de Wikipédia : il faut le « wikifier ».
Les points d'amélioration suivants sont les cas les plus fréquents :
- Les titres sont pré-formatés par le logiciel. Ils ne sont ni en capitales, ni en gras.
- Le texte ne doit pas être écrit en capitales (les noms de famille non plus), ni en gras, ni en italique, ni en « petit »…
- Le gras n'est utilisé que pour surligner le titre de l'article dans l'introduction, une seule fois.
- L'italique est rarement utilisé : mots en langue étrangère, titres d'œuvres, noms de bateaux, etc.
- Les citations ne sont pas en italique mais en corps de texte normal. Elles sont entourées par des guillemets français : « et ».
- Les listes à puces sont à éviter, des paragraphes rédigés étant largement préférés. Les tableaux sont à réserver à la présentation de données structurées (résultats, etc.).
- Les appels de note de bas de page (petits chiffres en exposant, introduits par l'outil «  Source ») sont à placer entre la fin de phrase et le point final[comme ça].
- Les liens internes (vers d'autres articles de Wikipédia) sont à choisir avec parcimonie. Créez des liens vers des articles approfondissant le sujet. Les termes génériques sans rapport avec le sujet sont à éviter, ainsi que les répétitions de liens vers un même terme.
- Les liens externes sont à placer uniquement dans une section « Liens externes », à la fin de l'article. Ces liens sont à choisir avec parcimonie suivant les règles définies. Si un lien sert de source à l'article, son insertion dans le texte est à faire par les notes de bas de page.
- La présentation des références doit suivre les conventions bibliographiques. Il est recommandé d'utiliser les modèles {{Ouvrage}}, {{Chapitre}}, {{Article}}, {{Lien web}} et/ou {{Bibliographie}}. Le mode d'édition visuel peut mettre en forme automatiquement les références.
- Insérer une infobox (cadre d'informations à droite) n'est pas obligatoire pour parachever la mise en page.

Pour une aide détaillée, merci de consulter Aide:Wikification.
Si vous pensez que ces points ont été résolus, vous pouvez retirer ce bandeau et améliorer la mise en forme d'un autre article.
Le prix du livre allemand (en allemand : Deutscher Buchpreis, DBP) est attribué chaque année depuis 2005 à un roman de langue allemande par l’association des libraires allemands (Börsenverein des Deutschen Buchhandels) lors de la Foire du livre de Francfort.
Les partenaires sont la Foire du livre de Francfort, la ville de Francfort-sur-le-Main et aussi, depuis 2008, Paschen & Company et la fondation de la Sparkasse de Francfort-sur-le-Main. Depuis 2007, le Prix du livre allemand est soutenu par le Spiegel et les éditions Langenscheidt. La Deutsche Welle et le Deutschlandfunk coopèrent avec l’association des libraires. L’auteur du roman sélectionné reçoit 25 000 € et les cinq autres finalistes 2 500 € chacun.
Dans l’espace germanophone, la renommée du prix est comparable à celle du prix Goncourt ou du prix Booker.

## Mode de sélection
Les éditeurs allemands, autrichiens et suisses désignent chacun maximum deux titres parmi les romans publiés entre le mois d’octobre de l'année précédente et le mois de septembre de l’année du prix. Le jury est composé du commissaire du gouvernement fédéral pour la culture et des médias et de neuf à dix représentants de l'industrie de l'édition et des médias, sélectionnés chaque année : il s’agit de deux écrivains, quatre journalistes et d’un libraire littéraire[réf. souhaitée].
Le jury parcourt tous les titres et en sélectionne une vingtaine. Cette liste, appelée Longlist, est publiée en août. Dans cette pré-sélection, les juges choisissent six finalistes qui constitue la Shortlist, publiée en septembre. C’est le lundi précédent l’ouverture de la Foire du livre de Francfort en octobre que le roman primé est annoncé.

## Critique
En 2008 a été initié une controverse sur le sens du prix et sur ses modalités d’attribution. Plusieurs écrivains ont critiqué les choix arbitraires qui seraient opérés sur des critères « extra-littéraires » ainsi que l’obligation de présence pour les nommés.
Le journaliste Wolfram Schütte, en accord avec Monika Maron, a déclaré que le prix n’était pas un prix littéraire mais un  prix commercial inféodé aux chaînes de libraires avides de bestsellers. On perdrait ainsi le savoir éditorial original de la littérature de langue allemande qui permet de traduire la plupart de la littérature mondiale.

## Nominations et lauréats

### 2005
- Lauréat :
  - Es geht uns gut d’Arno Geiger (trad. en français : Tout va bien)
- Finalistes (Shortlist) :
  - Die Vermessung der Welt de Daniel Kehlmann (trad. en français : Les Arpenteurs du monde)
  - 42 de Thomas Lehr
  - Dunkle Gesellschaft de Gert Loschütz
  - So sind wir de Gila Lustiger
  - Und ich schüttelte einen Liebling de Friederike Mayröcker
- Pré-sélection (Longlist) sans les finalistes :
  - Das Geschäftsjahr 1968/69 de Bernd Cailloux
  - Spiele d'Ulrike Draesner
  - Das Fest der Steine de Franzobel
  - Die Liebesblödigkeit de Wilhelm Genazino (trad. en français : La Stupeur amoureuse)
  - Gezeichnet: Franz Klett d'Egon Gramer
  - Vanitas oder Hofstätters Begierden d'Evelyn Grill
  - Die schwangere Madonna de Peter Henisch
  - Steilküste de Jochen Missfeldt
  - Die geheimen Stunden der Nacht de Hanns-Josef Ortheil
  - Die Haushälterin de Jens Petersen
  - Herr der Hörner de Matthias Politycki
  - Schwarzweißroman de Marion Poschmann
  - Menschenflug de Hans-Ulrich Treichel (trad. en français : Vol humain)
  - Berliner Verhältnisse de Raul Zelik

- Jury 2005
  - Verena Auffermann, écrivaine et critique
  - Klaus Bittner, libraire à Cologne
  - Volker Hage, rédacteur culturel (Der Spiegel)
  - Wolfgang Herles, écrivain et rédacteur (aspekte)
  - Bodo Kirchhoff, écrivain
  - Armin Thurnher, éditorialiste, Vienne
  - Juli Zeh, écrivaine

### 2006
- Lauréate :
  - Die Habenichtse de Katharina Hacker (trad. en français : Démunis)
- Finalistes (Shortlist) :
  - Woraus wir gemacht sind de Thomas Hettche
  - Neue Leben d'Ingo Schulze
  - Wie der Soldat das Grammofon repariert de Saša Stanišić
  - Der Weltensammler d'Ilija Trojanow
  - Angstblüte de Martin Walser
- Pré-sélection (Longlist) sans les finalistes :
  - Reise zum Mittelpunkt des Herzens de Ludwig Fels
  - Gut gegen Nordwind de Daniel Glattauer (trad. en français : Quand souffle le vent du nord)
  - Das Wetter vor 15 Jahren de Wolf Haas
  - Die Süße des Lebens de Paulus Hochgatterer
  - Johanna de Felicitas Hoppe
  - Vierzig Rosen de Thomas Hürlimann
  - Die Gehilfin de Martin Kluger
  - Kaiserstraße de Judith Kuckart
  - Consummatus de Sibylle Lewitscharoff
  - Ohrenberg oder der Weg dorthin de Steffen Popp
  - Hau de Bernd Schroeder
  - An einem Tag wie diesem de Peter Stamm
  - Ein dickes Fell de Heinrich Steinfest
  - Leyla de Feridun Zaimoglu
  - Maurice mit Huhn de Matthias Zschokke

- Jury 2006
  - John de Düffel, écrivain et dramaturge
  - Volker Hage, rédacteur (Der Spiegel)
  - Elmar Krekeler, rédacteur littéraire (Die literarische Welt)
  - Terézia Mora, écrivaine et traductrice
  - Pia Reinacher, doctorante à l'Université de Bâle, Fribourg et Zurich
  - Stephan Samtleben, libraire à Hambourg
  - Denis Scheck, critique littéraire (Druckfrisch)

### 2007
- Lauréate :
  - Die Mittagsfrau de Julia Franck (trad. en français : La Femme de midi)
- Finalistes (Shortlist) :
  - Das bin doch ich de Thomas Glavinic
  - Abendland de Michael Köhlmeier
  - Böse Schafe de Katja Lange-Müller
  - Der Mond und das Mädchen de Martin Mosebach
  - Wallner beginnt zu fliegen de Thomas de Steinaecker
- Pré-sélection (Longlist) sans les finalistes :
  - Eine kurze Geschichte vom Glück de Thommie Bayer
  - Lichte Stoffe de Larissa Boehning
  - Hochzeit in Jerusalem de Lena Gorelik
  - Über Nacht de Sabine Gruber
  - Eine sehr kleine Frau de Peter Henisch
  - Pazifik Exil de Michael Lentz
  - Heimweg de Harald Martenstein
  - Laura oder die Tücken der Kunst de Pierangelo Maset
  - Don Juan de la Mancha de Robert Menasse
  - Roula Rouge de Mathias Nolte
  - abwesend de Gregor Sander
  - Komm, gehen wir d'Arnold Stadler
  - Die Träumer de Peter Truschner
  - Beste Jahre de John de Düffel

- Jury 2007
  - Christian Döring, relecteur et critique, Paris
  - Karl-Markus Gauß, auteur et éditeur
  - Felicitas de Lovenberg, rédactrice (Frankfurter Allgemeine Zeitung)
  - Ijoma Mangold, rédacteur littéraire (Süddeutsche Zeitung)
  - Rudolf Müller, libraire à Düsseldorf
  - Mathias Schreiber, rédacteur (Der Spiegel)
  - Hajo Steinert, rédacteur littéraire (Deutschlandfunk)

### 2008
- Lauréat :
  - Der Turm d'Uwe Tellkamp (trad. en français : La Tour)
- Finalistes (Shortlist) :
  - Die Abschaffung der Arten de Dietmar Dath
  - Das dunkle Schiff de Sherko Fatah
  - Treffen sich zwei d'Iris Hanika
  - Nach Hause schwimmen de Rolf Lappert
  - Adam und Evelyn d'Ingo Schulze
- Pré-sélection (Longlist) sans les finalistes :
  - Hundert Tage de Lukas Bärfuss
  - Kaltenburg de Marcel Beyer
  - Taxi de Karen Duve
  - Kollateralschaden d'Olga Flor
  - Die Winter im Süden de Norbert Gstrein
  - Die morawische Nacht de Peter Handke (Peter Handke a renoncé à sa nomination en faveur des autres nommés)[4]
  - Der Vogel, der spazieren ging de Martin Kluger
  - Die Verdächtige de Judith Kuckart
  - Willkommen neue Träume de Norbert Niemann
  - Ob wir wollen oder nicht de Karl-Heinz Ott
  - Ludwigshöhe  de Hans Pleschinski
  - Halbschatten d'Uwe Timm
  - Ein liebender Mann de Martin Walser
  - Liebesbrand de Feridun Zaimoglu

- Jury 2008
  - Christoph Bartmann, chef du département Culture et information au siège de l'Institut Goethe à Munich, critique littéraire
  - Martin Ebel, rédacteur littéraire à Zürich (Tages-Anzeiger)
  - Meike Feßmann, critique littéraire indépendante
  - Jens Jessen, (Die Zeit)
  - Manfred Keiper, libraire à Rostock
  - Rainer Moritz, directeur de la Maison de la littérature à Hambourg
  - Michael Schmitt, critique littéraire

### 2009
- Lauréate :
  - Du stirbst nicht de Kathrin Schmidt
- Finalistes (Shortlist) :
  - Lichtjahre entfernt de Rainer Merkel
  - Atemschaukel de Herta Müller (trad. en français : La Bascule du souffle)
  - Überm Rauschen de Norbert Scheuer
  - Die Frequenzen de Clemens J. Setz
  - Grenzgang de Stephan Thome

- Pré-sélection (Longlist) sans les finalistes :
  - Der Mann schläft de Sibylle Berg
  - Wie wir verschwinden de Mirko Bonné
  - Das Leben der Wünsche de Thomas Glavinic
  - Der Brenner und der liebe Gott de Wolf Haas
  - Welt aus Glas d'Ernst-Wilhelm Händler
  - Kürzere Tage d'Anna Katharina Hahn
  - Die Stille de Reinhard Jirgl
  - Zwei schwarze Jäger de Brigitte Kronauer
  - Der einzige Mann auf dem Kontinent de Terézia Mora
  - Flughafenfische d'Angelika Overath
  - Sieben Jahre de Peter Stamm
  - Was kommt de Thomas Stangl
  - Vier Äpfel de David Wagner
  - Einer von vielen de Norbert Zähringer

- Jury 2009
  - Richard Kämmerlings, rédacteur littéraire (Frankfurter Allgemeine Zeitung)
  - Michael Lemling, Librairie Lehmkuhl Munich
  - Martin Lüdke, critique littéraire
  - Lothar Müller, rédacteur (Süddeutsche Zeitung)
  - Iris Radisch, rédacteur littéraire (Die Zeit)
  - Daniela Strigl, université de Vienne
  - Hubert Winkels, rédacteur littéraire (Deutschlandfunk) et porte-parole du jury

### 2010
- Lauréate :
  - Tauben fliegen auf de Melinda Nadj Abonji (trad. en français : Pigeon, vole)

- Finalistes (Shortlist) :
  - Georgs Sorgen um die Vergangenheit oder im Reich des heiligen Hodensack-Bimbams de Prag de Jan Faktor
  - September. Fata Morgana de Thomas Lehr
  - Andernorts de Doron Rabinovici
  - Rabenliebe de Peter Wawerzinek
  - Dinge, die wir heute sagten de Judith Zander

- Pré-sélection (Longlist) sans les finalistes :
  - Die schärfsten Gerichte der tatarischen Küche d'Alina Bronsky
  - Juja de Nino Haratischwili
  - Die Liebe der Väter de Thomas Hettche
  - Das amerikanische Hospital de Michael Kleeberg
  - Madalyn de Michael Köhlmeier
  - Die Herrenausstatterin de Mariana Leky
  - Meeresstille de Nicol Ljubic
  - Das war ich nicht de Kristof Magnusson
  - Das Zimmer d'Andreas Maier
  - Sogar Papageien überleben uns d'Olga Martynova
  - Was davor geschah de Martin Mosebach
  - Kokoschkins Reise de Hans Joachim Schädlich
  - Wir vier d'Andreas Schäfer
  - Der Ministerpräsident de Joachim Zelter

- Jury 2010 :
  - Jobst-Ulrich Brand, rédacteur littéraire (Focus)
  - Julia Encke, critique littéraire (Frankfurter Allgemeine Zeitung) et porte-parole du jury
  - Thomas Geiger, Literarisches Colloquium de Berlin
  - Ulrich Greiner, rédacteur littéraire (Die Zeit)
  - Burkhard Müller, critique littéraire (Süddeutsche Zeitung)
  - Ulrike Sander, Osiandersche Librairie à Tübingen
  - Cornelia Zetzsche, rédacteur littéraire au Bayerischer Rundfunk

### 2011
- Lauréat :
  - In Zeiten des abnehmenden Lichts d'Eugen Ruge (trad. en français : Quand la lumière décline. Roman d'une famille)

- Finalistes (Shortlist) :
  - Gegen die Welt de Jan Brandt
  - Wunsiedel de Michael Buselmeier
  - Das Mädchen d'Angelika Klüssendorf
  - Blumenberg de Sibylle Lewitscharoff
  - Die Schmerzmacherin de Marlene Streeruwitz

- Pré-sélection (Longlist) sans les finalistes :
  - Letzte Fischer de Volker H. Altwasser
  - Léon und Louise d'Alex Capus
  - Wenn wir Tiere wären de Wilhelm Genazino
  - Dein Name de Navid Kermani
  - Banatsko d'Esther Kinsky
  - Gruber geht de Doris Knecht
  - Vorabend de Peter Kurzeck
  - Verfahren de Ludwig Laher
  - Sickster de Thomas Melle
  - Sunset de Klaus Modick
  - Adams Erbe d'Astrid Rosenfeld
  - Der Hals der Giraffe de Judith Schalansky
  - Hasenleben de Jens Steiner
  - Sturz der Tage in die Nacht d'Antje Rávic Strubel

- Jury 2011
  - Maike Albath, critique littéraire (Deutschlandfunk, Deutschlandradio Kultur), porte-parole du jury
  - Gregor Dotzauer, Rédacteur littéraire (Tagesspiegel)
  - Ulrike Draesner, écrivaine
  - Ina Hartwig, critique littéraire indépendante
  - Christine Westermann, journalise (WDR)
  - Uwe Wittstock, critique littéraire (Focus)
  - Clemens-Peter Haase (décédé le 14 juillet 2011), responsable du domaine Littérature et traduction au siège de l'Institut Goethe à Munich

### 2012
- Lauréate :
  - Landgericht d'Ursula Krechel (trad. en français : Terminus Allemagne)

- Finalistes (Shortlist) :
  - Robinsons blaues Haus d'Ernst Augustin
  - Sand de Wolfgang Herrndorf
  - Indigo de Clemens J. Setz
  - Fliehkräfte de Stephan Thome
  - Nichts Weißes d'Ulf Erdmann Ziegler

- Pré-sélection (Longlist) sans les finalistes :
  - Gutgeschriebene Verluste de Bernd Cailloux
  - Aller Tage Abend de Jenny Erpenbeck
  - Ich nannte ihn Krawatte de Milena Michiko Flašar
  - Johann Holtrop de Rainald Goetz
  - Der Russe ist einer, der Birken liebt d'Olga Grjasnowa
  - Die Liebe in groben Zügen de Bodo Kirchhoff
  - Scherbengericht de Germán Kratochwil
  - Bugatti taucht auf de Dea Loher
  - Heimlich, heimlich mich vergiss d'Angelika Meier
  - Weitlings Sommerfrische de Sten Nadolny
  - Wir in Kahlenbeck de Christoph Peters
  - Die Laute de Michael Roes
  - Sunrise de Patrick Roth
  - Onno Viets und der Irre vom Kiez de Frank Schulz

- Jury 2012 :[5]
  - Silke Grundmann-Schleicher (Librairie Schleichers, Berlin)
  - Andreas Isenschmid, critique littéraire (NZZ am Sonntag)
  - Oliver Jungen, critique littéraire indépendant (entre autres pour le Frankfurter Allgemeine Zeitung)
  - Dirk Knipphals, rédacteur littéraire (die tageszeitung)
  - Stephan Lohr, rédacteur littéraire (directeur de la rédaction littéraire de NDR Kultur)
  - Jutta Person, crique indépendante (entre autres pour le Süddeutsche Zeitung, le journal Literaturen, Die Zeit et Philosophie Magazin)
  - Christiane Schmidt, lectrice indépendante

### 2013
- Lauréate :
  - Das Ungeheuer de Terézia Mora (trad. en français : De rage et de douleur, le monstre)

- Finalistes (Shortlist) :
  - Nie mehr Nacht de Mirko Bonné
  - Nichts de euch auf Erden de Reinhard Jirgl
  - Im Stein de Clemens Meyer
  - Die Sonnenposition de Marion Poschmann
  - Die Ordnung der Sterne über Como de Monika Zeiner

- Pré-sélection (Longlist) sans les finalistes :
  - Soutines letzte Fahrt de Ralph Dutli
  - Das größere Wunder de Thomas Glavinic
  - Eine Ahnung vom Anfang de Norbert Gstrein
  - F de Daniel Kehlmann (trad. en français : Friedland)
  - Wünsche de Judith Kuckart
  - Der wahre Sohn d'Olaf Kühl
  - Unter der Hand de Dagmar Leupold
  - Frühling der Barbaren de Jonas Lüscher
  - Wann wird es endlich wieder so, wie es nie war de Joachim Meyerhoff
  - Regeln des Tanzes de Thomas Stangl
  - Carambole de Jens Steiner
  - Vogelweide d'Uwe Timm
  - Berlin liegt im Osten de Nellja Veremej
  - Reise an den Rand des Universums  d'Urs Widmer

- Jury 2013 :[6]
  - Helmut Böttiger, critique littéraire (Süddeutsche Zeitung)
  - Katrin Lange, Maison de la littérature de Munich
  - Ursula März, éditorialiste au journal Die Zeit
  - Jörg Plath, critique littéraire et journaliste
  - Andreas Platthaus, journaliste (FAZ)
  - Klaus Seufer-Wasserthal, libraire (librairie Rupertus, Salzbourg)
  - Claudia Voigt, rédactrice à la rubrique culturelle du Spiegel

### 2014
- Lauréat :
  - Kruso de Lutz Seiler

- Finalistes (Shortlist) :
  - Pfaueninsel de Thomas Hettche
  - April d'Angelika Klüssendorf
  - Panischer Frühling de Gertrud Leutenegger
  - 3000 Euro de Thomas Melle
  - Der Allesforscher de Heinrich Steinfest

- Pré-sélection (Longlist) sans les finalistes :
  - Koala de Lukas Bärfuss
  - Sieben Sprünge vom Rand der Welt d'Ulrike Draesner
  - Das Polykrates-Syndrom d'Antonio Fian
  - Die Meisen de Uusimaa singen nicht mehr de Franz Friedrich
  - Am Fluss d'Esther Kinsky
  - Zwei Herren am Strand de Michael Köhlmeier
  - Kleine Kassa de Martin Lechner
  - Kastelau de Charles Lewinsky
  - Unternehmer de Matthias Nawrat
  - Das Sandkorn de Christoph Poschenrieder
  - Vor dem Fest de Saša Stanišić
  - Nachkommen de Marlene Streeruwitz
  - Isabel de Feridun Zaimoglu
  - Der aufblasbare Kaiser de Michael Ziegelwagner

- Jury 2014 :[7]
  - Jens Bisky, Süddeutsche Zeitung
  - Katrin Hillgruber, critique littéraire indépendante
  - Frithjof Klepp, librairie Ocelot, Berlin
  - Susanne Link, librairie Stephanus, Trèves
  - Manfred Papst, NZZ am Sonntag
  - Wiebke Porombka, critique littéraire indépendante
  - Annemarie Stoltenberg, NDR Kultur

### 2015
- Lauréat :
  - Die Erfindung der Roten Armee Fraktion durch einen manisch-depressiven Teenager im Sommer 1969 de Frank Witzel (trad. en français : Comment un adolescent maniaco-dépressif inventa la Fraction Armée Rouge au cours de l'été 1969)
- Finalistes (Shortlist) :
  - Gehen, ging, gegangen de Jenny Erpenbeck
  - Über den Winter de Rolf Lappert
  - Wie Ihr wollt d'Inger-Maria Mahlke
  - Das bessere Leben d'Ulrich Peltzer
  - Eins im Andern de Monique Schwitter
- Pré-sélection (Longlist) sans les finalistes :
  - Baba Dunjas letzte Liebe d'Alina Bronsky
  - Die Liebenden von Mantua de Ralph Dutli
  - Winters Garten de Valerie Fritsch
  - Eigentlich müssten wir tanzen d'Heinz Helle
  - Aberland de Gertraud Klemm
  - Risiko de Steffen Kopetzky
  - 89/90 de Peter Richter
  - Die Stunde zwischen Frau und Gitarre de Clemens J. Setz
  - Bodentiefe Fenster d'Anke Stelling
  - Macht und Widerstand de Ilija Trojanow
  - Lucia Binar und die russische Seele de Vladimir Vertlib
  - Applaus für Bronikowski de Kai Weyand
  - Der Fuchs und Dr. Shimamura de Christine Wunnicke
  - Siebentürmeviertel de Feridun Zaimoglu
- Jury 2015 :[8]
  - Markus Hinterhäuser, festival de Vienne
  - Rolf Keussen, libraire
  - Ursula Kloke, libraire
  - Claudia Kramatschek, critique littéraire
  - Ulrike Sárkány, Norddeutscher Rundfunk
  - Christopher Schmidt, Süddeutsche Zeitung
  - Bettina Schulte, Badische Zeitung

### 2016
- Lauréat[9]: 
  - Widerfahrnis de Bodo Kirchhoff (trad. en français : Malencontre)
- Finalistes (Shortlist) :
  - Fremde Seele, dunkler Wald de Reinhard Kaiser-Mühlecker
  - Skizze eines Sommers d'André Kubiczek
  - Die Welt am Rücken de Thomas Melle
  - Ein langes Jahr d'Eva Schmidt
  - Hool de Philipp Winkler
- Pré-sélection (Longlist) sans les finalistes :
  - Der Weg der Wünsche d'Akos Doma
  - Apollokalypse de Gerhard Falkner
  - München d'Ernst-Wilhelm Händler
  - Die Erziehung des Mannes de Michael Kumpfmüller
  - Drehtür de Katja Lange-Müller:
  - Die Witwen de Dagmar Leupold
  - Das Pfingstwunder de Sibylle Lewitscharoff
  - Ach, diese Lücke, diese entsetzliche Lücke de Joachim Meyerhoff
  - Am Rand d'Hans Platzgumer
  - Rauschzeit d'Arnold Stadler
  - Weit über das Land de Peter Stamm
  - Mein Vater war ein Mann an Land und im Wasser ein Walfisch de Michelle Steinbeck
  - Die Verteidigung des Paradieses de Thomas von Steinaecker
  - Weshalb die Herren Seesterne tragen d'Anna Weidenholzer
- Jury 2016 :
  - Thomas Andre
  - Lena Bopp
  - Berthold Franke
  - Susanne Jäggi
  - Christoph Schröder
  - Sabine Vogel
  - Najem Walli

### 2017
- Lauréat[10]:
  - Die Hauptstadt de Robert Menasse (trad. en français : La Capitale)
- Finalistes (Shortlist) :
  - Romeo oder Julia de Gerhard Falkner
  - Das Floss der Medusa de Franzobel
  - Schlafende Sonne de Thomas Lehr
  - Die Kieferninseln de Marion Poschmann (trad. en français : Les Îles aux Pins)
  - Ausser sich de Sascha Marianna Salzmann (trad. en français : Hors de soi)
- Pré-sélection (Longlist) sans les finalistes :
  - Lichter als der Tag de Mirko Bonné
  - Schau mich an, wenn ich mit dir rede! de Monika Helfer
  - Das Jahr der Frauen de Christoph Höhtker
  - Kraft de Jonas Lüscher
  - Flugschnee de Birgit Müller-Wieland
  - Schreckliche Gewalten de Jakob Nolte
  - Nach Onkalo de Kerstin Preiwuß
  - Phantome de Robert Prosser
  - Wiener Straße de Sven Regener
  - Peter Holtz d'Ingo Schulze
  - Das Singen der Sirenen de Michael Wildenhain
  - Walter Nowak bleibt liegen de Julia Wolf
  - Katie de Christine Wunnicke
  - Evangelio de Feridun Zaimoglu
- Jury 2017 :
  - Silke Behl
  - Mara Delius
  - Christian Dunker
  - Katja Gasser
  - Maria Gazzetti
  - Tobias Lehmkuhl
  - Lothar Schröder

### 2018
- Lauréate :
  - Archipel d'Inger-Maria Mahlke[11]
- Finalistes (Shortlist) :
  - Nachtleuchten de María Cecilia Barbetta (de)
  - Sechs Koffer de Maxim Biller
  - Die Katze und der General de Nino Haratischwili
  - Der Vogelgott de Susanne Röckel (de)
  - Gott der Barbaren de Stephan Thome (de)

- Pré-sélection (Longlist) sans les finalistes :
  - Lebt wohl, Ihr Genossen und Geliebten! de Carmen-Francesca Banciu (de)
  - Wie kommt der Krieg ins Kind de Susanne Fritz (de)
  - Unter der Drachenwand d'Arno Geiger (français : Le Grand Royaume des ombres)
  - Die Gewitterschwimmerin de Franziska Hauser (de)
  - Bungalow d'Helene Hegemann
  - Wie hoch die Wasser steigen d'Anja Kampmann (de)
  - Jahre später d'Angelika Klüssendorf
  - Ein schönes Paar de Gert Loschütz (de)
  - Hier ist noch alles möglich de Gianna Molinari (de)
  - Heimkehr nach Fukushima d'Adolf Muschg
  - Hysteria d'Eckhart Nickel (de)
  - Sültzrather de Josef Oberhollenzer (de)
  - Dunkle Zahlen de Matthias Senkel (de)
  - Eine dieser Nächte de Christina Viragh (de)

- Jury 2018 :
  - Christine Lötscher, porte-parole et critique littéraire indépendante
  - Christoph Bartmann, Goethe-Institut de Varsovie
  - Luzia Braun (de), ZDF
  - Tanja Graf (de) (Literaturhaus München (de))
  - Paul Jandl (de), critique littéraire indépendant
  - Uwe Kalkowski, blogueur littérature
  - Marianne Sax, libraire

### 2019
- Lauréat[12]:
  - Herkunft de Saša Stanišić (trad. en français : Origines)

- Finalistes (Shortlist) :
  - Das flüssige Land, de Raphaela Edelbauer (de)
  - Kintsugi, de Miku Sophie Kühmel (de)
  - Nicht wie ihr, de Tonio Schachinger (de)
  - Winterbienen, de Norbert Scheuer (de)
  - Brüder, de Jackie Thomae (de)

- Pré-sélection (Longlist) sans les finalistes :
  - Schutzzone de Nora Bossong
  - Der junge Doktorand de Jan Peter Bremer
  - Cherubino d'Andrea Grill
  - Miroloi de Karen Köhler
  - Vater unser d'Angela Lehner
  - Gelenke des Lichts d'Emanuel Maeß
  - Die Leben der Elena Silber d'Alexander Osang
  - Hier sind Löwen de Katerina Poladjan
  - Der Große Garten de Lola Randl
  - Die untalentierte Lügnerin d'Eva Schmidt
  - Flammenwand de Marlene Streeruwitz
  - Der Sommer meiner Mutter d'Ulrich Woelk
  - Wo wir waren de Norbert Zähringer
  - Mobbing Dick de Tom Zürcher
- Jury 2019 :
  - Petra Hartlieb
  - Hauke Hückstädt
  - Björn Lauer
  - Jörg Magenau
  - Alf Mentzer
  - Daniela Strigl
  - Margarete von Schwarzkopf

### 2020
- Lauréate[13]:
  - Annette, ein Heldinnenepos d'Anne Weber (trad. en français : Annette, une épopée)

- Finalistes (Shortlist) :
  - Die Dame mit der bemalten Hand de Christine Wunnicke (de)
  - Herzfaden de Thomas Hettche
  - Aus der Zuckerfabrik de Dorothee Elmiger
  - Streulicht de Deniz Ohde (de)
  - Serpentinen de Bov Bjerg (de)

- Pré-sélection (Longlist) sans les finalistes :
  - Die Infantin trägt den Scheitel links d'Helena Adler
  - Ich an meiner Seite de Birgit Birnbacher
  - Goldene Jahre d'Arno Camenisch
  - Malé de Roman Ehrlich
  - Herzklappen von Johnson & Johnson de Valerie Fritsch
  - Der Halbbart de Charles Lewinsky
  - Allegro Pastell de Leif Randt
  - Triceratops de Stephan Roiss
  - Der letzte Satz de Robert Seethaler
  - Bis wieder einer weint d'Eva Sichelschmidt
  - 1000 Serpentinen Angst d'Olivia Wenzel
  - Inniger Schiffbruch de Frank Witzel
  - Die Unschärfe der Welt d'Iris Wolff
  - Mission Pflaumenbau de Jens Wonneberger
- Jury 2020 :
  - Maria-Christina Piwowarski
  - Chris Möller
  - Denise Zumbrunnen
  - Katharina Borchardt
  - Felix Stephan
  - David Hugendick
  - Hanna Engelmeier

### 2021
- Lauréate :
  - Blaue Frau de Antje Rávik Strubel (de)[14]

- Finalistes (Shortlist) :
  - Der Zweite de Norbert Gstrein
  - Vati de Monika Helfer (de)
  - Eurotrash de Christian Kracht
  - Zandschower klinken de Thomas Kunst (de)
  - Identitti de Mithu Sanyal

- Pré-sélection (Longlist) sans les finalistes :
  - Mitgift de Henning Ahrens
  - Drei Kameradinnen de Shida Bazyar
  - Gentzen oder: Betrunken aufräumen de Dietmar Dath
  - Die Eroberung Amerikas de Franzobel
  - Der versperrte Weg de Georges-Arthur Goldschmidt
  - Die nicht sterben de Dana Grigorcea
  - Der zweite Jakob de Norbert Gstrein
  - Vater und ich de Dilek Güngör
  - Die Nibelungen de Felicitas Hoppe
  - Zu den Elefanten de Peter Karoshi
  - Besichtigung eines Unglücks de Gert Loschütz
  - Der Himmel vor hundert Jahren de Yulia Marfutova
  - Im Menschen muss alles herrlich sein de Sasha Marianna Salzmann
  - Mein Lieblingstier heißt Winter de Ferdinand Schmalz
  - Es ist immer so schön mit dir de Heinz Strunk

- Jury 2021 :
  - Knut Cordsen, rédacteur au Bayerischer Rundfunk
  - Bettina Fischer, directrice du Literaturhaus à Cologne
  - Anja Johannsen, directrice du Literarisches Zentrum à Göttingen
  - Richard Kämmerlings, correspondant littéraire à Die Welt
  - Sandra Kegel, Ressortleiterin Feuilleton, Frankfurter Allgemeine Zeitung
  - Beate Scherzer, libraire Proust Wörter + Töne
  - Anne-Catherine Simon, rédactrice de feuilletons à Die Presse

### 2022
- Lauréat ou Lauréate :
  - Blutbuch de Kim de l'Horizon[15] (trad. en français : Hêtre pourpre)
- Finalistes (Shortlist) :
  - Dschinns de Fatma Aydemir
  - Nebenan de Kristine Bilkau (de)
  - Lügen über meine Mutter de Daniela Dröscher (de)
  - Trottel de Jan Faktor
  - Spitzweg de Eckhart Nickel (de)
- Pré-sélection (Longlist) sans les finalistes :

- Freudenberg de Carl-Christian Elze
- Auf See de Theresia Enzensberger
- Aufruhr der Meerestiere de Marie Gamillscheg
- Ein simpler Eingriff de Yael Inokai
- Wilderer de Reinhard Kaiser-Mühlecker
- Geschichte eines Kindes d'Anna Kim
- Rombo d'Esther Kinsky

- Dagegen die Elefanten! de Dagmar Leupold
- In Dschungeln. In Wüsten. Im Krieg. de Gabriele Riedle
- 153 Formen des Nichtseins de Slata Roschal
- Kangal d'Anna Yeliz Schentke
- Phlox de Jochen Schmidt
- Eine Liebe in Pjöngjang d'Andreas Stichmann
- Ein Sommer in Niendorf de Heinz Strunk

- Jury 2022 :
  - Erich Klein, critique indépendant à Vienne
  - Frank Menden, Librairie stories! à Hambourg
  - Uli Ormanns, Librairie Agnes à Cologne
  - Isabelle Vonlanthen, Literaturhaus à Zurich
  - Selma Wels, présentatrice à Francfort
  - Jan Wiele, Frankfurter Allgemeine Zeitung
  - Miriam Zeh, Deutschlandfunk Kultur

### 2023
- Lauréat :
  - Echtzeitalter de Tonio Schachinger (de)[16],[17]

- Finalistes (Shortlist) :
  - Muna oder Die Hälfte des Lebens de Terézia Mora
  - Vatermal de Necati Öziri
  - Die Möglichkeit von Glück d'Anne Rabe
  - Maman de Sylvie Schenk
  - Drifter d'Ulrike Sterblich

- Pré-sélection (Longlist) sans les finalistes :
  - Birobidschan de Tomer Dotan-Dreyfus
  - Die Inkommensurablen de Raphaela Edelbauer
  - Der große Wunsch de Sherko Fatah
  - Paradise Garden d'Elena Fischer
  - Gittersee de Charlotte Gneuß
  - Weil da war etwas im Wasser de Luca Kieser
  - Risse d'Angelika Klüssendorf
  - Ein Hund kam in die Küche de Sepp Mall
  - Doppler de Thomas Oláh
  - Unschärfen der Liebe d'Angelika Overath
  - Kochen im falschen Jahrhundert de Teresa Präauer
  - Laufendes Verfahren de Kathrin Röggla
  - Monde vor der Landung de Clemens J. Setz
  - Südstern de Tim Staffel
- Jury 2023 :
  - Shila Behjat, journaliste
  - Heinz Drügh, Université Johann Wolfgang Goethe de Francfort-sur-le-Main
  - Melanie Mühl, Frankfurter Allgemeine Zeitung
  - Lisa Schumacher, Librairie Steinmetz’sche à Offenbach
  - Katharina Teutsch, critique indépendante
  - Florian Valerius, Librairie Gegenlicht à Trèves
  - Matthias Weichelt, revue Sinn und Form

### 2024
- Lauréate :
  - Hey Guten Morgen, wie geht es dir? de Martina Hefter (de)[18]

- Finalistes (Shortlist) :
  - Hasenprosa de Maren Kames
  - Die Projektoren de Clemens Meyer
  - Vierundsiebzig de Ronya Othmann
  - Von Norden rollt ein Donner de Markus Thielemann
  - Lichtungen d'Iris Wolff

- Pré-sélection (Longlist) sans les finalistes :
  - Reichskanzlerplatz de Nora Bossong
  - Seinetwegen de Zora del Buono
  - Die Passagierin de Franz Friedrich
  - Heilung de Timon Karl Kaleyta
  - Das Philosophenschiff de Michael Köhlmeier
  - Mein drittes Leben de Daniela Krien
  - Nostalgia d'André Kubiczek
  - Das Wohlbefinden d'Ulla Lenze
  - Toni & Toni de Max Oravin
  - Anti Christie de Mithu Sanyal
  - Iowa - ein Ausflug nach Amerika de Stefanie Sargnagel
  - Nochmal von vorne de Dana von Suffrin
  - Die schönste Version de Ruth-Maria Thomas
  - Findet mich de Doris Wirth
- Jury 2024 :
  - Gerrit Bartels, Der Tagesspiegel
  - Magdalena Birkmann, médiatrice littéraire indépendante et libraire
  - Natascha Freundel, rbb
  - Torsten Hoffmann, Université de Stuttgart
  - Marianna Lieder, critique indépendante
  - Regina Moths, Librairie Literatur Moths à Munich
  - Klaus Nüchtern, Der Falter